# التحالف لساحل العاج الجديد
التحالف لساحل العاج الجديد (بالفرنسية: Alliance pour une Nouvelle Côte d'Ivoire)‏ هو حزب سياسي من ساحل العاج تأسس باعتباره منشقًا عن تجمع الجمهوريين في 6 يوليو 2007 تحت قيادة رئيس الوزراء السابق الحسن واتارا.  